# Heterochaeta zavattarii
Heterochaeta zavattarii es una especie de mantis de la familia Mantidae.

## Distribución geográfica
Se encuentra en Etiopía, Kenia y Tanzania.